# Tampa Cargo

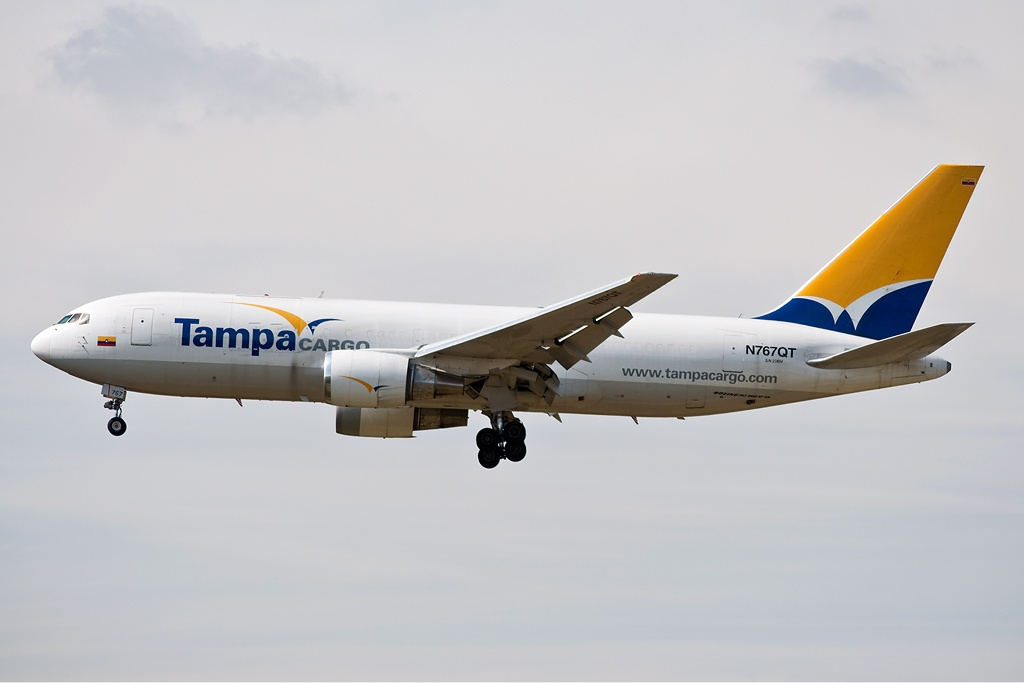
Boeing 767-200ER авиакомпании Tampa Cargo в международном аэропорту Эль-Дорадо

Transportes Aéreos Mercantiles Panamericanos S.A., действующая как Tampa Cargo, — грузовая авиакомпания Колумбии со штаб-квартирой в городе Медельин, работающая на внутренних и международных авиалиниях страны.
Портом приписки авиакомпании является международный аэропорт имени Хосе Марии Кордовы в Медельине, в качестве транзитных узлов (хабов) перевозчик использует порт приписки, международный аэропорт Эль-Дорадо в Боготе, международный аэропорт имени Хорхе Чавеса в Лиме и международный аэропорт Майами.

## История
Авиакомпания Tampa Cargo была основана в 1973 году бизнесменами Луисом Кулсоном, Орландо Ботеро Эскобаром и Анибалом Обандо Эчеверри, и начала операционную деятельность в марте месяце того же года.
В 1996 году 40 % собственности колумбийского перевозчика было выкуплено голландской авиакомпанией Martinair.
В 2008 году Tampa Cargo полностью перешла в собственность флагманской авиакомпании Колумбии Avianca.

## Маршрутная сеть
В апреле 2007 года маршрутная сеть перевозок Tampa Cargo составляли следующие пункты назначения:
- регулярные внутренние маршруты: Богота, Медельин, Барранкилья, Кали
- регулярные международные маршруты: Мехико, Майами, Асунсьон, Икитос, Сан-Хуан, Лима, Кито, Гуаякиль, Каракас, Валенсия, Панама, Сан-Хосе, Санто-Доминго, Сантьяго-де-Чили, Виракопус/Кампинас, Манаус, Монтевидео и Куритиба

## Флот
В августе 2012 года воздушный флот авиакомпании Tampa Cargo составляли следующие самолёты:
27 сентября 2011 года компания Avianca подписала твёрдый контракт с концерном Airbus на поставку четырёх самолётов Airbus A330-200F с началом поставки в декабре 2012 года.
Новыми лайнерами планируется заменить действующий флот, при этом авиакомпания стала первым авиаперевозчиком Латинской Америки, закупившей грузовые самолёты модели A330.